# Фриско (Тексас)
Фриско (енгл. Frisco) град је у америчкој савезној држави Тексас. По попису становништва из 2010. у њему је живело 116.989 становника.

## Демографија
Према попису становништва из 2010. у граду је живело 116.989 становника, што је 83.275 (247,0%) становника више него 2000. године.
|                   | 2010.            | 2000.           |
| Укупно            | 116 989 (100,0%) | 33 714 (100,0%) |
| Белци             | 78 566 (67,16%)  | 27 433 (81,37%) |
| Хиспаноамериканци | 14 154 (12,10%)  | 3 716 (11,02%)  |
| Азијати           | 11 664 (9,970%)  | 791 (2,346%)    |
| Афроамериканци    | 9 459 (8,085%)   | 1 268 (3,761%)  |
| Остали            | 3 146 (2,689%)   | 506 (1,501%)    |